# Placówka Straży Granicznej w Gryfinie
Placówka Straży Granicznej w Gryfinie – zlikwidowana graniczna jednostka organizacyjna Straży Granicznej realizująca zadania w ochronie granicy państwowej z Republiką Federalną Niemiec.

## Formowanie i zmiany organizacyjne
Placówka Straży Granicznej w Gryfinie z siedzibą w Gryfinie (Placówka SG w Gryfinie), została powołana 24 sierpnia 2005 roku Ustawą z 22 kwietnia 2005 roku O zmianie ustawy o Straży Granicznej..., w strukturach Pomorskiego Oddziału Straży Granicznej w Szczecinie z przemianowania dotychczas funkcjonującej Strażnicy Straży Granicznej w Gryfinie. Znacznie rozszerzono także uprawnienia komendantów placówek, m.in. w zakresie działań podejmowanych wobec cudzoziemców przebywających na terytorium RP.
Zniesienie kontroli granicznej we wszystkich przejściach Pomorskiego Oddziału SG na granicach wewnętrznych Unii Europejskiej, miało wpływ na kolejne zmiany w systemie organizacyjnym ochrony północno-zachodnich rubieży państwa. W wyniku czego 15 stycznia 2008 roku rozformowano PSG w Kołbaskowie oraz Krajniku Dolnym, zwiększając rejon działania PSG w Osinowie Dolnym, PSG w Gryfinie i PSG w Lubieszynie.
1 października 2009 roku zostały zniesione Placówki SG w: Lubieszynie, Gryfinie i Osinowie Dolnym, zmieniając rejon służbowego działania PSG w Szczecinie-Goleniowie i Szczecinie-Porcie.

## Ochrona granicy
Stan z 24 sierpnia 2005
Placówka SG w Lubieszynie ochraniała odcinek granicy państwowej:
- Od znaku granicznego nr 730 do znaku granicznego nr 755.

W celu zapewnienia coraz lepszej ochrony porządku prawnego państwa i by usprawnić swoje działania na granicy, PSG w Gryfinie organizowała wspólne patrole graniczne m.in. z funkcjonariuszami Policji, Żandarmerii Wojskowej czy też niemieckiej Bundespolizei (BGS).
Od połowy maja 2008 roku PSG w Gryfinie wykorzystywała Backscatter Van (ZBV) – mobilny system skanowania, wbudowany w zwykły pojazd dostawczy, który umożliwiał bezinwazyjną, prostą i wygodną kontrolę zawartości innych pojazdów lub przesyłek cargo niestandardowych rozmiarów.

### Podległe przejścia graniczne
- Gryfino-Mescherin (rzeczne) – do 21 grudnia 2007[1]
- Gryfino-Mescherin (drogowe) – do 21 grudnia 2007[1].

## Placówki sąsiednie
- Placówka SG w Krajniku Dolnym ⇔ Placówka SG w Kołbaskowie – 24.08.2005[1]
- Placówka SG w Osinowie Dolnym ⇔ Placówka SG w Lubieszynie – 15.01.2008[1].

## Komendanci placówki
- Janusz Lasek
- kpt. SG Bernard Szymkowiak (był 02.07.2007)[4]
- Grzegorz Borowik
- Dariusz Kalczyński
- Maciej Kiński.